# Pristomerus luteolus
Pristomerus luteolus là một loài tò vò trong họ Ichneumonidae.